# Barychelus complexus
Barychelus complexus – gatunek pająków z infrarzędu ptaszników i rodziny Barychelidae. Występuje endemicznie na Nowej Kaledonii. Zasiedla lasy deszczowe.

## Taksonomia
Gatunek ten opisany został po raz pierwszy w 1994 roku przez Roberta Ravena na podstawie pojedynczej samicy odłowionej w 1990 roku. Jako lokalizację typową wskazano Col des Rousettes w Prowincji Północnej Nowej Kaledonii.

## Morfologia
Holotypowa samica ma 17 mm długości ciała oraz 6,25 mm długości i 5,5 mm szerokości karapaksu. Karapaks jest w zarysie jajowaty o łukowatej części głowowej, ubarwiony pomarańczowobrązowo, owłosiony, zaopatrzony w czarne szczecinki. Ośmioro oczu umieszczonych jest na wyraźnie wyniesionym wspólnym wzgórku. Nadustek nie występuje. Jamki karapaksu są proste, tylko na końcach zakrzywione. Szczękoczułki są pomarańczowobrązowe, zaopatrzone w czarne szczecinki. Bruzda szczękoczułka ma 5 dużych i 5 mniejszych zębów na krawędzi przedniej oraz 7 małych i od 10 do 12 drobnych ząbków w części środkowo-nasadowej. Rastellum wykształcone jest w formie dużej listwy przechodzącej w stożkowaty wyrostek z 10–15 tęgimi kolcami na szczycie i kilkoma na powierzchniach dolnej i bocznej. Szczęki zaopatrzone są w 7 tępych kuspuli. Odnóża są pomarańczowobrązowe, obrączkowane. Opistosoma (odwłok) jest z wierzchu brązowa z rozległym białym nakrapianiem, od spodu zaś jasna z brązowymi znakami. Dobrze rozwinięta tylno-środkowa para kądziołków przędnych odróżnia go od B. badius. Genitalia samicy mają dwie spermateki, każda o formie kopulastego stożka z długim i na szczycie powiększonym płatem.

## Ekologia i występowanie
Pająk ten występuje endemicznie na górze Col des Rousettes w południowej części Prowincji Północnej, w środkowej części Nowej Kaledonii. Zasiedla tam lasy deszczowe. Stwierdzany był na wysokości 490 m n.p.m.
Ptasznik ten kopie krótkie, rurkowate norki z jednym wejściem zamkniętym grubą zatyczką.